# Charles Nicodémi
Charles Nicodémi (ou Carl Albert Cammarstedt), né le 13 juin 1866 à Stockholm, capitale de la Suède, et mort le 30 mars 1956 à Nice, dans le département des Alpes-Maritimes de la région Provence-Alpes-Côte d'Azur, est un coureur cycliste suédois, professionnel de 1892 à 1894.

## Palmarès
- 1886
  - Championnat de C.C. Paris, Piste, 10 km, Élite
  - Paris-Méru-Paris
- 1890
  - San Remo
- 1891
  - Grand Prix du journal Le Pneu
- 1892
  - Fréjus-Gonfaron-Fréjus
  - Toulouse-Bordeaux-Toulouse
- 1893
  - 2e à Paris-Trouville[2]
- 1894
  - Cannes-Monaco-Cannes